# Selho São Lourenço e Gominhães
Selho São Lourenço e Gominhães (oficialmente: União das Freguesias de Selho São Lourenço e Gominhães) é uma freguesia portuguesa do município de Guimarães com 4,15 km² de área e 2 271 habitantes (censo de 2021). A sua densidade populacional é 547,2 hab./km².
O seu território é parte integrante do Vale de São Torcato e tem contacto com o rio Selho.
A nível patrimonial Gominhães distingue-se pela sua Igreja Paroquial, Capela de Nossa Senhora do Bom Despacho, diversos Cruzeiros, o Penedo da Porta Aberta e o Fontanário de Nossa Senhora de Fátima. Por sua vez a freguesia de Selho S. Lourenço é identificada através da sua Ponte Romana, Igreja Paroquial, Capela de São João, Cruzeiro, Alminhas, Alto de São João e Moinhos.
Na sua generalidade as festividades que aqui se podem encontrar são a Festa de São Pedro ( 29 de Junho) e Nossa Senhora do Bom Despacho (1º domingo após a Páscoa), localizadas em Gominhães e a Festa de São Lourenço (10 de Agosto) e do Menino Jesus (Natal), na freguesia de Selho S. Lourenço.

## História
A união de freguesias foi constituída em 2013, no âmbito de uma reforma administrativa nacional, pela agregação das antigas freguesias de São Lourenço de Selho e Gominhães e tem a sede em Selho São Lourenço

## Demografia
A população registada nos censos foi:
| Ano  | 0-14 Anos | 15-24 Anos | 25-64 Anos | > 65 Anos |
| 2001 | 458       | 430        | 1251       | 209       |
| 2011 | 350       | 289        | 1362       | 292       |
| 2021 | 321       | 244        | 1313       | 393       |

À data da junção das freguesias, a população registada no censo anterior foi:
| Freguesia atual                | Freguesia atual  | Freguesia atual | Freguesias antigas    | Freguesias antigas | Freguesias antigas |
| Freguesia                      | População (2011) | Área (km²)      | Freguesia             | População (2011)   | Área (km²)         |
| ------------------------------ | ---------------- | --------------- | --------------------- | ------------------ | ------------------ |
| Selho São Lourenço e Gominhães | 2293             | 4,15            | São Lourenço de Selho | 1782               | 2,00               |
| Selho São Lourenço e Gominhães | 2293             | 4,15            | Gominhães             | 511                | 2,15               |